# Halma (novela)
Halma es una novela del escritor español Benito Pérez Galdós publicada en el otoño de 1895, dentro del ciclo "espiritualista" de las "Novelas españolas contemporáneas". Había sido concluida en su casa santanderina de «San Quintín», en octubre de ese mismo año.
Recuperando el personaje del sacerdote de Nazarín, lo confronta y alía con la condesa Catalina de Halma, otro más en la galería de personajes-héroes movidos por un puro y elemental ideal cristiano, junto a la Benina de Misericordia y a Ángel Guerra (tras su conversión).
En 1961 fue adaptada al cine por Luis Buñuel con el título de Viridiana.

## Análisis del argumento
Haciendo una lectura muy personal de la socialización en el medio rural y el colectivismo agrario que conmovían el caciquismo finisecular español contemporáneo a Galdós, el escritor concibió el personaje de
Catalina de Artal, condesa de Halma-Lautemberg, «ejemplo de piedad, rectitud y obediencia». Iconoclasta con su propia clase y descontenta ante el esquema social de su época, la aristócrata concibe una especie de comunidad agrícola de organización monacal con el objetivo concreto de practicar la caridad a gran escala. Y para ponerla en marcha, resultando insuficientes los bienes de su herencia, recurre a la ayuda del Estado y de la Iglesia. 
El sistema ideado por Halma para hacer frente a la miseria nacional es más sencillo que el que había puesto en juego Nazarín en la trama de la novela que lleva su nombre y que precede a Halma, cuya protagonista solo pretende «ofrecer una alternativa caritativa a la sociedad burguesa sin atacar sus bases».
Galdós plantea a partir de este punto de la trama el mismo análisis crítico que mostraba Nazarín, el fracaso del individuo frente a las instituciones sociales, supeditando en este caso la caridad a la defensa de la propiedad privada. Así lo expresa en la novela José Antonio de Urrea, primo de Catalina de Artal, con el que la visionaria protagonista se ha casado por consejo de Nazarín:

Esto no es ya un instituto religioso ni benéfico, ni aquí hay ordenanzas ni reglamentos, no hay más ley que la de una familia cristiana, que vive en su propiedad. Nosotros nos gobernamos solos y gobernamos nuestra cara ínsula.
Benito Pérez Galdós, Halma, capítulo V.

## Escenario
Galdós prescindió en esta novela de los escenarios suburbiales de la capital de España que sirven de fondo a Nazarín y Misericordia. El marco de la acción, sencillo y muy teatral, es el caserón familiar de Pedralba, lugar ficticio de la geografía literaria del novelista, escondido, como Orbajosa, en las entrañas de «la España profunda». 
También son escasos los personajes que sostienen la trama: la aristócrata Catalina, viuda de un diplomático alemán tras un breve matrimonio; Urrea, primo de Catalina; Nazarín y Beatriz (que casi en un traslado literario-espacial llegan desde la novela de Nazarín); el sacerdote Manuel Flórez, al servicio del marqués de Feramor y digno representante del dogma y el tradicionalismo católicos.
Casalduero, en sus notas a Halma y Nazarín, sintetiza las posibles intenciones de Galdós con esta reflexión: 

...el marco de estas dos novelas ha sido sacado del Quijote y de los Evangelios. Galdós descubre lo que las andanzas del hidalgo manchego tienen de peregrinación (no tanto de ir tras un ideal como de realizar un ideal al ir tras él). Lo de menos es que el también manchego Nazarín se encuentre en situaciones literalmente idénticas a las del caballero andante; lo importante es que el espíritu es el mismo. Por esto no solo es Nazarín el Quijote (...—como obra compacta—...), lo son también otros personajes: Ándara, Beatriz, don Manuel Flórez...
Joaquín Casalduero, Vida y obra de Galdós.

La tesis de Casalduero completa la intuición de Leopoldo Alas «Clarín», cuando en su comentario crítico a la publicación de Halma escribe:

En cuanto al parecido de don Quijote y de Nazarín, es evidente. Hasta en la forma de correr aventuras y hasta en la clase de tierras por donde las buscan, se parecen. La vuelta de Nazarín a Madrid, preso, y esta época de reposo en que ahora, en Halma, lo encontramos, pueden representar la vuelta primera del hidalgo manchego a su casa y el reposo en que a la fuerza tuvo que vivir, y la cordura con que hablaba en cuanto no se tocaba a sus caballerías. Nazarín, en Halma, aparece como descansando; como consintiendo que los demás dispongan de él, mientras no se le presenta ocasión de obedecer a un superior más alto, su conciencia, que le pida más briosos arranques.
 Leopoldo Alas «Clarín»

## La versión de Buñuel
En 1961 y con el título de Viridiana, Luis Buñuel dirigió su versión hispano-mexicana de Halma, como una continuación de Nazarín. Con Silvia Pinal, Francisco Rabal y Fernando Rey en los papeles principales, la película recibió la Palma de Oro, máximo galardón del Festival de Cannes. Rodada en España, no pudo exhibirse hasta 17 años después de la filmación, cuando la dictadura franquista había desaparecido.